# Atrezija folikula jajnika
Atrezija folikula jajnika (grč. άτρητος = bez otvaranja; lat. atresia folliculi) degradacioni je proces u folikulu jajnika (koji se sastoje od oocita okruženih granuloznim ćelijama i unutrašnjim i spoljnim ćelijama). Ovaj proces, koji je poznata kod svih sisara, odvija se kontinuirano tokom života žene, koja se rađa sa milionima folikula, ali će u životu ovulirati, u proseku, oko 400 folikula. U tom višegodišnjem procesu obično oko 20 folikula svakog meseca bude spremno za ovulaciju, ali samo jedan folikul ovulira i iz njega se oslobođa oocit, koji postaje korpus luteum (žuto telo) spremno za oplodnju. Ostatak folikula prolazi kroz proces folikularne atrezije.

## Etiologija
Dobro je utvrđeno da se nakon rođenja kod žena stvara mnogo više gameta (oocita) nego što će ikada ona za života imati ovulacija. Regresija folikula u jajnicima povezana je sa fiziološkim (normalnim) procesom smanjenjenja broja oocita tokom života žene. Pa tako kod žena koje se rađaju sa oko 1.000.000 folikula, da bi nakom diplotenske pauze (period od rođenja do prve menstruacije kada oogeneza nastavlja tamo gdje je stala), na početku puberteta ostaje manje od pola oko oko 500.000-400.000 folikula, u kojima će konstantno sazrevati jajne ćelije od prve do zadnje mensturacije. Od ovih 400.000 primordijalnih folikula, maksimum od 300 do 450 se razvija do plodnosti, ili na svake četiri stvorene jajne ćelije samo jedna će uspeti sazreti dok će tri propasti.
Atrezija folikula jajnika se javlja u bilo kojem periodu života žene, ali u određenim periodima (stadijum fetusa, postnatalni period, menstruacija) atrezija folikula jajnika je intenzivnija.
Sudbina ogromne većine folikularnih oocita je da su izgubljeni (degradirani) kada folikuli u kojima su zatvoreni oociti prođe kroz degenerativni proces poznat kao atrezija. Atrezija primordijalnih, primarnih i sekundarnih folikula se javlja bez mikroskopski vidljivih preostalih struktura. U atrezija od tercijarne folikula bazalnog membrana između folikularne epitela i teke folikula, a oko folikula plašt je uveliko zadebljan u vidu trake (lat. corpus atreticum), i na tom mestu se još dugo može otkriti vezivno tkivo ožiljka folikula.

### Fiziološki mehanizam
Atrezija folikula je hormonski kontrolisan apoptotički proces, koji pre svega zavisi od granulomatozne ćelijske apoptoze. Ona je inhibirana uz pomoć folikl-stimulirajućeg hormona (FSH), koji promoviše razvoj folikla.  Praćenje apoptotske fragmentacije DNK obezbeđuje kvantitativnu i osetljivu krajnju tačku za proučavanje hormonske regulacije atrezije u folikulima jajnika. Tokom razvoja folikula, gonadotropini, zajedno sa lokalnim faktorima rasta jajnika (IGF-I, EGF/TGF-alfa, bazični FGF) i citokinom (interleukin-1 beta), kao i estrogeni, aktiviraju različite intracelularne puteve da spasu folikule od apoptotske propasti. Nasuprot tome, TNF-alfa, Fas ligand, koji verovatno deluje preko receptora sa domenom smrti, i androgeni su atretogeni faktori. Ovi različiti hormonski signali verovatno konvergiraju na selektivnim intracelularnim putevima (uključujući gene bcl-2 i ICE familija) da bi regulisali apoptozu.

#### Pet sistema ligand-receptora uključenih u smrt ćelije
Kada se folikul razvije, on luči estrogen, koji u većim količinama smanjuje sekreciju FSH, i zato se smatra osnovnim mehanizmom folikularne atrezije i povezana je sa pet sistema ligand-receptora uključenih u smrt ćelije:
- Granuloza ćelija ili apoptoza se smatra osnovnim mehanizmom folikularne atrezije i povezana je sa pet sistema ligand-receptora koji su uključeni u ćelijsku smrt:[7][8]
- Faktor nekroze tumora-alfa (TNF alfa) - čiji je mehanizam nejasan.[9]
- Fas ligand - protein receptora na površini ćelije koji se izražava na granuloznim ćelijama, i posreduje signale koji indukuju apoptozu vezivanjem Fas liganda.[10] Stoga oni igraju važnu ulogu u folikularnoj atreziji. Nedostatak funkcionalnog Fas liganda/Fas receptor sistema povezan je sa abnormalnim razvojem folikula i pojavom većeg broja sekundarnih folikula koji nastaju kao rezultat nesposobnosti izazivanja apoptoze.[11][12]
- Faktori nekroze tumora (TNF-ligand) - koji indukuje apoptozu (TRAIL, takođe nazvan APO-2) aktiviranjem Caspase 3 (CASP3), stupa u interakciju sa kaspazamom 6, 7, 8, 9 i 10 kako bi indukovao apoptozu u granuloznim ćelijama.[13]
- APO-3 ligand i PFG-5 ligand

## Značaj
Pojava folikularne atrezije je široko proučavana, ali proces kojim mnoštvo folikula prolazi degradaciju ostaje i dalje nedovoljno shvaćen. Izučavanje folikularne atrezije je važno ne samo u smislu razumevanja normalnog procesa folikularnog razvoja, već i zbog toga što pruža uvid u mnoge bolesti u medicini, kao što je sindrom prevremene menopauze, bolest policističkih jajnika i različiti uslovi neplodnosti itd.

### Povezane bolesti
Perzistentna folikularna atrezija je neophodna kako bi žene održale zdrav reproduktivni sistem. Nemogućnost regulisanja apoptoze ćelija granuloze koja je podvrgnuta folikularnoj atresiji povezana je sa razvojem nekih hormonskih karcinoma i hemo-rezistencijom na terapiju.

## Praćenje atrezije folikula
Ultrazvučna folikulometrija dijagnostička je metoda praćenjaje i dinamičkog posmatranje promena koje se javlјaju u jajnicima i materici tokom jednog menstrualnog ciklusa. Ova tehnika omogućava lekaru da prati razvoj folikula, ovulaciju, posmatra žuto telo i ciklične promene u endometrijumu i identifikuje poremećaje ovulacije i druga patološka stanja.
Ovom metodom otkriva se atrezija folikula, koji se nije razvio, ili promena folikula koji je kao dominantni folikul narasta do određene veličine, nakon čega će, pre nego što dostigne zrelost, početi da se smanjuje. Da bi se videle naknadne promene, ultrazvuk se ponavlјa na 1-2 dana pre pojave znakova ovulacije ili do sledeće menstruacije, ako ovulacija nije nastupila.

## Literatura
- Günther Kern: Kern, Günther (1985). Gynäkologie: Kurzgefasstes Lehrbuch. Thieme. ISBN 3-13-460603-8.. Thieme; Stuttgart, New York.
- Michael Ludwig, Wolfgang Küpker, Klaus Dietrich: Physiologie der reproduktiven Funktionen der Frau. In: Klaus Dietrich (ed): Endokrinologie und Reproduktionsmedizin III. ISBN 3-541-15034-3. (Klinik der Frauenkunde und Geburtshilfe 3) Urban und Schwarzenberg, 4. Auflage 1998, München, 3-36.
- RR Greb, K Grieshaber, B Sonntag, L Kiesel: Medikamentöse Therapieansätze bei Sterilität. GebFra refresher, Thieme 2004, R42 online
- Christoph Keck, Hermann M Behre: . Georg Thieme, Stuttgart. Keck, Christoph (2002). Endokrinologie, Reproduktionsmedizin, Andrologie. Georg Thieme Verlag. стр. 92. ISBN 3-13-107162-1.(eingeschränkte Vorschau in der Google-Buchsuche).

## Spoljašnje veze
|  | Molimo Vas, obratite pažnju na važno upozorenje u vezi sa temama iz oblasti medicine (zdravlja). |